# Mahbod Beigi
Mahbod Beigi (* 8. September 1986) ist ein schwedischer Fußballschiedsrichterassistent.
Beigi ist seit der Saison 2012 Schiedsrichterassistent in der schwedischen Fotbollsallsvenskan. Bis 2024 war er bei über 260 Ligaspielen im Einsatz. 
Seit 2019 steht er auf der Liste der FIFA-Schiedsrichter und ist an der Spielleitung internationaler Fußballspiele beteiligt.
In der Saison 2019/20 war Beigi erstmals bei einem Spiel in der Europa League, in der Saison 2022/23 erstmals bei einem Spiel in der Champions League im Einsatz.
Im April 2024 wurde Beigi zusammen mit Andreas Söderkvist als Schiedsrichterassistent von Glenn Nyberg für die Europameisterschaft 2024 in Deutschland nominiert.